# Ширіков Михайло Сергійович
Михайло Сергійович Ширіков (рос. Михаил Сергеевич Шириков; 18 серпня 1925, Старі Ковалі — 16 грудня 1967, Київ) — Герой Радянського Союзу, в роки радянсько-німецької війни автоматник 543-го стрілецького полку 120-ї стрілецької дивізії 21-ї армії 1-го Українського фронту, рядовий.

## Біографія
Народився 18 серпня 1925 року в селі Старі Ковалі (нині Починковського району Смоленської області) в сім'ї селянина. Росіянин. Закінчив 7 класів. Працював у колгоспі.
Після визволення району від гітлерівських загарбників, у жовтні 1943 року, був призваний до лав Червоної Армії. З цього ж часу на фронті. Бойовий шлях розпочав він під Ленінградом. Відвойовував Прибалтику, визволяв Польщу. Був кілька разів поранений. За виявлені в боях мужність і хоробрість нагороджений орденом Слави 3-го ступеня та медаллю «За відвагу». Особливо відзначився в боях при форсуванні річки Одеру.
23 січня 1945 року автоматник рядовий Ширіков в числі перших у батальйоні увірвався в місто Оппельн (Ополе, Польща). У вуличних боях знищив кілька фашистів, замінив пораненого командира взводу, а потім виніс його з поля бою. Пізніше по тонкому льоду першим переправився через річку Одер. Разом з бійцями свого підрозділу відважно боровся на захопленому плацдармі, тим самим забезпечивши форсування водної перешкоди іншими підрозділами полку.
Указом Президії Верховної Ради СРСР від 10 квітня 1945 року за зразкове виконання завдань командування, героїзм і безстрашність, проявлені при форсуванні річки Одер рядовому Михайлу Сергійовичу Ширікову присвоєно звання Героя Радянського Союзу з врученням ордена Леніна і медалі «Золота Зірка» (№ 6030).

Могила М. С. Ширікова

У 1946 році старшина Ширіков демобілізований. Жив у місті Києві. Працював диспетчером міського автотранспортного управління. Помер 16 грудня 1967 року. Похований у Києві на Лук'янівському військовому кладовищі.
Нагороджений орденами Леніна, Слави 3-го ступеня, медалями.